# Yêu cầu thị thực đối với công dân Việt Nam

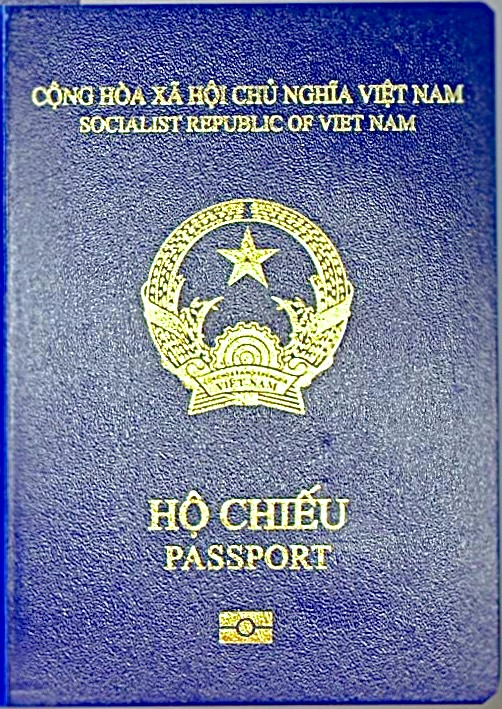
Hộ chiếu Việt Nam phổ thông

Yêu cầu thị thực đối với công dân Việt Nam là những quy định của cơ quan chức năng nước ngoài về việc xuất nhập cảnh qua cửa khẩu nước đó của công dân Việt Nam mang hộ chiếu Việt Nam. Quan hệ ngoại giao giữa hai bên và mức độ phát triển kinh tế của Việt Nam ảnh hưởng rất lớn đến quyền được nhập cảnh của công dân Việt Nam vào các nước khác. 

## 2016
Tại thời điểm năm 2016, Công dân Việt Nam mang hộ chiếu phổ thông có thể nhập cảnh không cần thị thực và nhận thị thực tại cửa khẩu ở 47 quốc gia và vùng lãnh thổ. Về mức độ tự do đi lại, hộ chiếu Việt Nam xếp hạng thứ 90 trên 104 theo thống kê của Tổ chức The Henley & Partners Visa Restrictions Index (đồng hạng với hộ chiếu Comoros, Jordan và Lào).

## 2017
Tuy nhiên, theo chỉ số của công ty Arton Capital thực hiện tại thời điểm 26-10-2017 thì hộ chiếu Việt Nam xếp thứ 78 cùng với Cộng hòa Trung phi và Turkmenistan với điểm miễn thị thực là 48.

## 2019
Tính đến tháng 7 năm 2019, công dân Việt Nam mang hộ chiếu phổ thông có thể nhập cảnh mà không cần xin thị thực trước, thị thực tại cửa khẩu và thị thực điện tử ở 62 quốc gia và vùng lãnh thổ, tăng 15 quốc gia so với năm 2016. Về mức độ tự do đi lại, hộ chiếu Việt Nam xếp hạng thứ 69 trên 89 theo thống kê của trang Passport Index ( Đồng hạng với hộ chiếu của Bờ Biển Ngà, Mauritania, Gabon, Madagascar và Bhutan). Thấp hơn hộ chiếu của Campuchia 1 hạng (hạng 68) và hơn Lào 2 hạng (hạng 71).

## 2020
Theo Bảng xếp hạng quyền lực hộ chiếu của Henley & Partners hôm 7.1.2020 Việt Nam được xếp hạng 88 trên 107 về chỉ số quyền lực của hộ chiếu mà một công dân sở hữu khi họ du hành khắp thế giới (đồng hạng với nước láng giềng Campuchia và chỉ xếp trên Lào (92) và Myanmar (94) trong khu vực Đông Nam Á).

## 2021
Theo Henley & Partners năm 2021 Việt Nam được xếp hạng thứ 95 trong bảng xếp hạng hộ chiếu henly đồng hạng với 4 quốc gia khác là Campuchia, Niger, Chad và Quần đảo Comoro(với số quốc gia không cần xin thị thực là 54)

## Bản đồ thế giới thể hiện yêu cầu thị thực

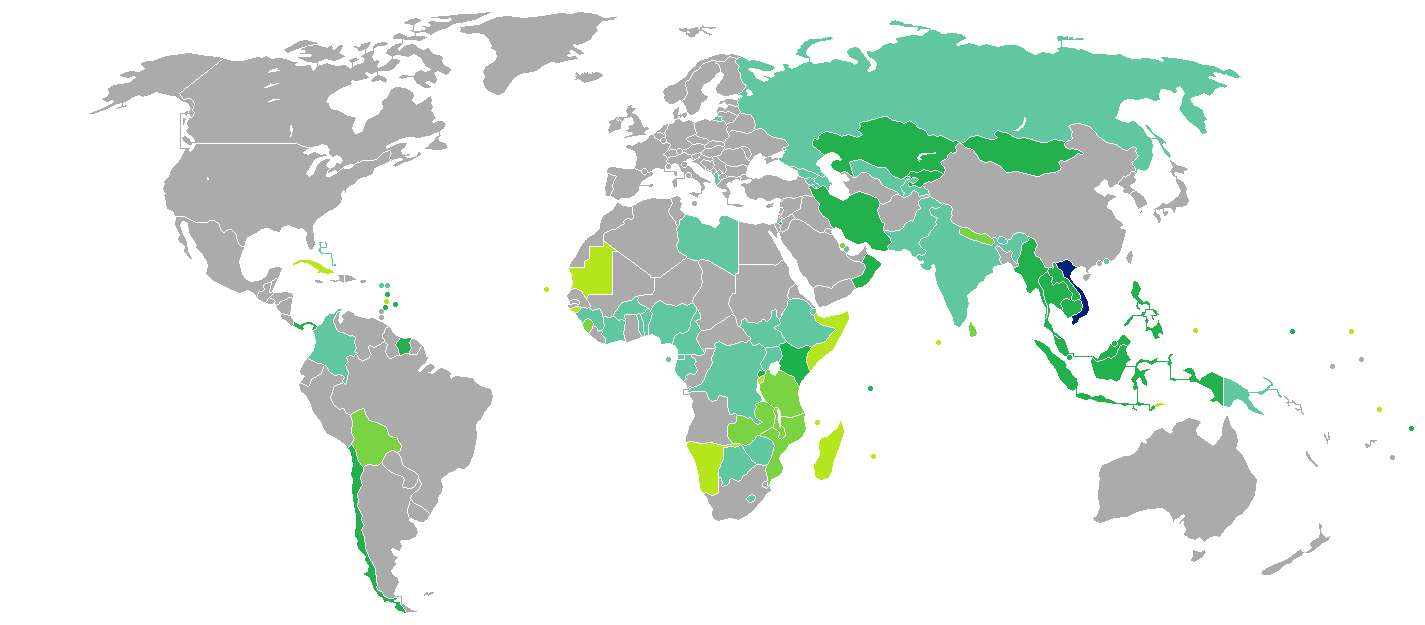
Yêu cầu thị thực đối với công dân Việt Nam
Việt Nam
Miễn thị thực
Thị thực tại cửa khẩu
Thị thực điện tử
Yêu cầu thị thực

## Yêu cầu thị thực theo quốc gia và vùng lãnh thổ
| Quốc gia/vùng lãnh thổ               | Thị thực                 | Ghi chú |
| ------------------------------------ | ------------------------ | --- |
| Afghanistan                          | Yêu cầu thị thực         | |
| Albania                              | Yêu cầu thị thực         | |
| Algeria                              | Yêu cầu thị thực         | |
| Andorra                              | Yêu cầu thị thực         | |
| Angola                               | Yêu cầu thị thực         | |
| Antigua and Barbuda                  | Thị thực điện tử         | |
| Argentina                            | Yêu cầu thị thực         | |
| Armenia                              | Yêu cầu thị thực         | |
| Australia                            | Yêu cầu thị thực         | Hầu hết các thị thực có thể nộp trực tuyến như Visitor visa (subclass 600). |
| Austria                              | Yêu cầu thị thực         | |
| Azerbaijan                           | Thị thực điện tử         | |
| Bắc Macedonia                        | Yêu cầu thị thực         | |
| Bahamas                              | Yêu cầu thị thực         | |
| Bahrain                              | Yêu cầu thị thực         | |
| Bangladesh                           | Yêu cầu thị thực         | |
| Barbados                             | Miễn thị thực            | 90 ngày |
| Belarus                              | Yêu cầu thị thực         | |
| Bỉ                                   | Yêu cầu thị thực         | |
| Belize                               | Yêu cầu thị thực         | |
| Benin                                | Yêu cầu thị thực         | |
| Bhutan                               | Yêu cầu thị thực         | |
| Bolivia                              | Thị thực tại cửa khẩu    | 90 ngày |
| Bosnia and Herzegovina               | Yêu cầu thị thực         | |
| Botswana                             | Yêu cầu thị thực         | |
| Brazil                               | Yêu cầu thị thực         | |
| Brunei                               | Miễn thị thực            | 14 ngày |
| Bulgaria                             | Yêu cầu thị thực         | Miễn thị thực cho hộ chiếu có thị thực Schengen. |
| Burkina Faso                         | Yêu cầu thị thực         | |
| Burundi                              | Thị thực tại cửa khẩu    | 3 tháng Người mang thị thực điện tử phải nhập cảnh tại Sân bay quốc tế Bujumbura |
| Campuchia                            | Miễn thị thực            | 30 ngày |
| Cameroon                             | Yêu cầu thị thực         | |
| Canada                               | Yêu cầu thị thực         | |
| Cape Verde                           | Thị thực tại cửa khẩu    | |
| Central African Republic             | Yêu cầu thị thực         | |
| Chad                                 | Yêu cầu thị thực         | |
| Chile                                | Miễn thị thực            | 90 ngày |
| Trung Quốc                           | Yêu cầu thị thực         | |
| Colombia                             | Yêu cầu thị thực         | Miễn thị thực cho hộ chiếu có thị thực Schengen hoặc thị thực Hoa Kỳ. |
| Comoros                              | Thị thực tại cửa khẩu    | 45 ngày |
| Republic of the Congo                | Yêu cầu thị thực         | |
| Democratic Republic of the Congo     | Yêu cầu thị thực         | |
| Costa Rica                           | Yêu cầu thị thực         | |
| Bờ Biển Ngà                          | Xét duyệt trước          | |
| Croatia                              | Yêu cầu thị thực         | Miễn thị thực cho hộ chiếu có thị thực Schengen. |
| Cuba                                 | Thẻ du lịch              | |
| Cyprus                               | Yêu cầu thị thực         | Miễn thị thực cho hộ chiếu có thị thực Schengen. |
| Czech Republic                       | Yêu cầu thị thực         | |
| Denmark                              | Yêu cầu thị thực         | |
| Djibouti                             | Thị thực tại điện tử     | |
| Dominica                             | Miễn thị thực            | 21 ngày |
| Dominican Republic                   | Yêu cầu thị thực         | |
| Ecuador                              | Miễn thị thực            | 90 ngày |
| Ai Cập                               | Yêu cầu thị thực         | |
| El Salvador                          | Yêu cầu thị thực         | |
| Ghi-nê Xích đạo                      | Yêu cầu thị thực         | |
| Eritrea                              | Yêu cầu thị thực         | |
| Estonia                              | Yêu cầu thị thực         | |
| Ethiopia                             | Thi thực điện tử         | |
| Fiji                                 | Yêu cầu thị thực         | |
| Phần Lan                             | Yêu cầu thị thực         | |
| Pháp                                 | Yêu cầu thị thực         | |
| Gabon                                | Thị thực điện tử         | Người mang thị thực điện tử phải nhập cảnh tại Sân bay quốc tế Libreville. |
| Gambia                               | Yêu cầu thị thực         | |
| Georgia                              | Thị thực điện tử         | 90 ngày |
| Đức                                  | Yêu cầu thị thực         | |
| Ghana                                | Yêu cầu thị thực         | |
| Hy Lạp                               | Yêu cầu thị thực         | |
| Grenada                              | Yêu cầu thị thực         | |
| Guatemala                            | Yêu cầu thị thực         | |
| Guinea                               | Thị thực tại cửa khẩu    | |
| Guinea-Bissau                        | Thị thực tại cửa khẩu    | 90 ngày. Có thể xin thị thực điện tử |
| Guyana                               | Yêu cầu thị thực         | |
| Haiti                                | Miễn thị thực            | 3 tháng |
| Honduras                             | Yêu cầu thị thực         | |
| Hồng Kông                            | Yêu cầu thị thực         | |
| Hungary                              | Yêu cầu thị thực         | |
| Iceland                              | Yêu cầu thị thực         | |
| Ấn Độ                                | Thị thực du lịch điện tử | 30 ngày . Có thể xin thị thực tại của khẩu hki bay đến một số sân bay và cảng lớn ở Ấn Độ |
| Indonesia                            | Miễn thị thực            | 30 ngày |
| Iran                                 | Thị thực tại cửa khẩu    | 30 ngày |
| Iraq                                 | Yêu cầu thị thực         | |
| Ai-len                               | Yêu cầu thị thực         | |
| Israel                               | Yêu cầu thị thực         | |
| Italia                               | Yêu cầu thị thực         | |
| Jamaica                              | Yêu cầu thị thực         | |
| Nhật Bản                             | Yêu cầu thị thực         | |
| Jordan                               | Yêu cầu thị thực         | |
| Kazakhstan                           | Yêu cầu thị thực         | |
| Kenya                                | Thị thực điện tử         | 3 tháng |
| Kiribati                             | Yêu cầu thị thực         | |
| CHDCND Triều Tiên                    | Yêu cầu thị thực         | |
| Hàn Quốc                             | Yêu cầu thị thực         | Miễn thị thực 30 ngày trên đảo Jeju |
| Kuwait                               | Thị thực tại cửa khẩu    | 3 tháng nếu đến bằng đường hàng không, Lệ phí: 3 KWD |
| Kyrgyzstan                           | Miễn thị thực            | Không giới hạn thời gian cư trú |
| Lào                                  | Miễn thị thực            | 30 ngày |
| Latvia                               | Yêu cầu thị thực         | |
| Li-băng                              | Yêu cầu thị thực         | Ngoài thị thực phải có thêm công văn nhập cảnh của Cục quản lý xuất nhập cảnh (La Surete Generale). |
| Lesotho                              | Thị thực điện tử         | 14 ngày |
| Liberia                              | Yêu cầu thị thực         | |
| Libya                                | Yêu cầu thị thực         | |
| Liechtenstein                        | Yêu cầu thị thực         | |
| Lithuania                            | Yêu cầu thị thực         | |
| Luxembourg                           | Yêu cầu thị thực         | |
| Macau                                | Yêu cầu thị thực         | |
| Madagascar                           | Thị thực tại cửa khẩu    | 90 ngày |
| Malawi                               | Thị thực tại cửa khẩu    | 30 ngày |
| Malaysia                             | Miễn thị thực            | 30 ngày |
| Maldives                             | Thị thực tại cửa khẩu    | 30 ngày |
| Mali                                 | Yêu cầu thị thực         | |
| Malta                                | Yêu cầu thị thực         | |
| Marshall Islands                     | Thị thực tại cửa khẩu    | 90 ngày |
| Mauritania                           | Thị thực tại cửa khẩu    | |
| Mauritius                            | Thị thực tại cưa khẩu    | 60 ngày |
| Mexico                               | Yêu cầu thị thực         | Từ 1/5/2010, người nước ngoài được miễn thị thực nếu hộ chiếu có thị thực Hoa Kỳ |
| Micronesia                           | Miễn thị thực            | 30 ngày |
| Moldova                              | Yêu cầu thị thực         | |
| Monaco                               | Yêu cầu thị thực         | |
| Mông Cổ                              | Miễn thị thực            | |
| Montenegro                           | Yêu cầu thị thực         | |
| Morocco                              | Yêu cầu thị thực         | |
| Mozambique                           | Thị thực tại cửa khẩu    | 30 ngày |
| Myanmar                              | Miễn thị thực            | 14 ngày Thị thực điện tử 28 ngày nếu nhập cảnh tại các sân bay Yangon, Nay Pyi Taw hoặc Mandalay. |
| Namibia                              | Yêu cầu thị thực         | |
| Nauru                                | Yêu cầu thị thực         | |
| Nepal                                | Thị thực tại cửa khẩu    | 90 ngày |
| Hà Lan                               | Yêu cầu thị thực         | |
| New Zealand                          | Yêu cầu thị thực         | |
| Nicaragua                            | Yêu cầu thị thực         | |
| Niger                                | Yêu cầu thị thực         | |
| Nigeria                              | Thị thực điện tử         | |
| Na Uy                                | Yêu cầu thị thực         | |
| Oman                                 | Yêu cầu thị thực         | |
| Pakistan                             | Yêu cầu thị thực         | |
| Palau                                | Thị thực tại cửa khẩu    | 30 ngày |
| Panama                               | Miễn thị thực            | 180 ngày |
| Papua New Guinea                     | Yêu cầu thị thực         | |
| Paraguay                             | Yêu cầu thị thực         | |
| Philippines                          | Miễn thị thực            | 21 ngày |
| Peru                                 | Yêu cầu thị thực         | |
| Ba Lan                               | Yêu cầu thị thực         | |
| Bồ Đào Nha                           | Yêu cầu thị thực         | |
| Qatar                                | Thị thực điện tử         | 30 ngày |
| Romania                              | Yêu cầu thị thực         | Miễn thị thực cho hộ chiếu có thị thực Schengen. |
| Nga                                  | Yêu cầu thị thực         | |
| Rwanda                               | Thị thực tại cửa khẩu    | 30 ngày. Có thể xin thị thực điện tử Khai đơn xin thị thực trực tuyến. |
| Saint Kitts and Nevis                | Yêu cầu thị thực         | Khai đơn xin thị thực trực tuyến. |
| Saint Lucia                          | Thị thực tại cửa khẩu    | 6 tuần |
| Saint Vincent and the Grenadines     | Miễn thị thực            | 1 tháng |
| Samoa                                | Thị thực tại cửa khẩu    | 60 ngày |
| San Marino                           | Yêu cầu thị thực         | |
| São Tomé and Príncipe                | Yêu cầu thị thực         | Khai đơn xin thị thực trực tuyến. |
| Ả Rập Xê-út                          | Yêu cầu thị thực         | |
| Senegal                              | Thị thực tại cửa khẩu    | 30 ngày |
| Serbia                               | Yêu cầu thị thực         | Miễn thị thực 90 ngày cho hộ chiếu có thị thực Schengen/Hoa Kỳ hoặc người đang thường trú tại Liên minh châu Âu/Hoa Kỳ.                                                                                     |
| Seychelles                           | Thị thực tại cửa khẩu    | 1 tháng |
| Sierra Leone                         | Yêu cầu thị thực         | |
| Singapore                            | Miễn thị thực            | 30 ngày |
| Slovakia                             | Visa required            | |
| Slovenia                             | Yêu cầu thị thực         | |
| Solomon Islands                      | Yêu cầu thị thực         | |
| Somalia                              | Thị thực tại cửa khẩu    | 30 ngày và xuất trình thư mời cho cơ quan quản lý xuất nhập cảnh tại sân bay ít nhất 2 ngày trước khi đến.                                                                                                  |
| Nam Phi                              | Yêu cầu thị thực         | |
| Nam Sudan                            | Yêu cầu thị thực         | |
| Tây Ban Nha                          | Yêu cầu thị thực         | |
| Sri Lanka                            | Thị thực điện tử         | 30 ngày |
| Sudan                                | Yêu cầu thị thực         | |
| Suriname                             | Thị thực điện tử         | |
| Swaziland                            | Yêu cầu thị thực         | |
| Thụy Điển                            | Yêu cầu thị thực         | |
| Thụy Sĩ                              | Yêu cầu thị thực         | |
| Syria                                | Yêu cầu thị thực         | |
| Đài Loan                             | Yêu cầu thị thực         | Miến thị thực 30 ngày cho hộ chiếu có thị thực của một trong các nước: Canada, Hoa Kỳ, khối Schengen, Anh, Hàn Quốc, Nhật Bản, New Zealand và Australia. Yêu cầu đăng ký trước thông tin cá nhân trực tuyến |
| Tajikistan                           | Thị thực tại cửa khẩu    | 45 ngày |
| Tanzania                             | Thị thực tại cửa khẩu    | |
| Thái Lan                             | Miễn thị thực            | 30 ngày |
| Timor-Leste                          | Thị thực tại cửa khẩu    | 30 ngày |
| Togo                                 | Thị thực tại cửa khẩu    | 7 days |
| Tonga                                | Yêu cầu thị thực         | |
| Trinidad and Tobago                  | Yêu cầu thị thực         | |
| Tunisia                              | Yêu cầu thị thực         | |
| Thổ Nhĩ Kỳ                           | Thị thực điện tử         | 90 ngày |
| Turkmenistan                         | Yêu cầu thị thực         | |
| Tuvalu                               | Thị thực tại cửa khẩu    | 1 tháng |
| Uganda                               | Thị thực tại cửa khẩu    | |
| Ukraine                              | Yêu cầu thị thực         | |
| Các tiểu vương quốc Ả Rập thống nhất | Yêu cầu thị thực         | |
| Anh                                  | Yêu cầu thị thực         | |
| Hoa Kỳ                               | Yêu cầu thị thực         | |
| Uruguay                              | Yêu cầu thị thực         | |
| Uzbekistan                           | Thị thực điện tử         | 30 ngày |
| Vanuatu                              | Yêu cầu thị thực         | |
| Vatican                              | Yêu cầu thị thực         | |
| Venezuela                            | Yêu cầu thị thực         | |
| Yemen                                | Yêu cầu thị thực         | |
| Zambia                               | Thị thực tại cửa khẩu    | 90 ngày |
| Zimbabwe                             | Yêu cầu thị thực         | |